# Gustav Friedrich von Hetsch

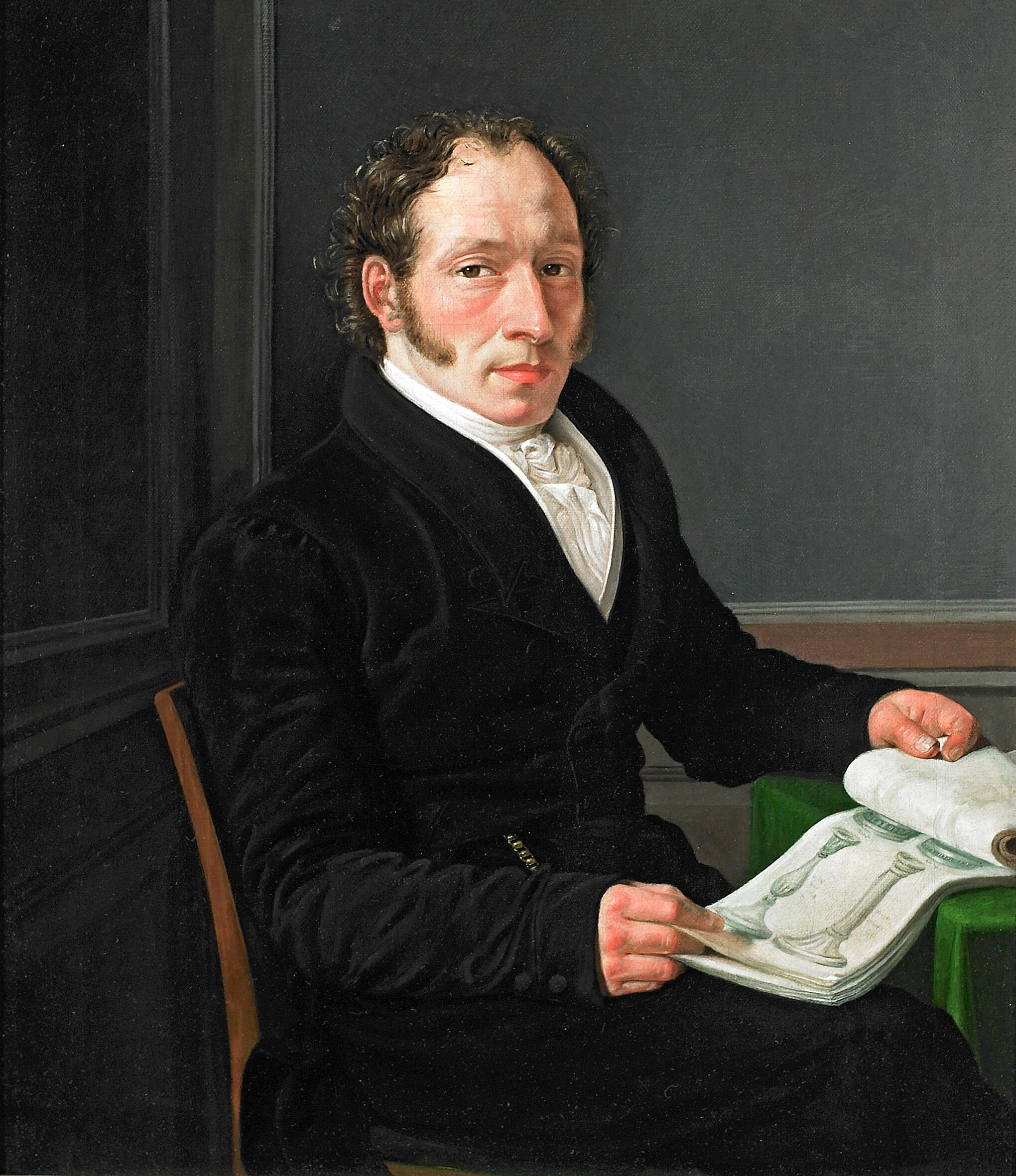
Portret Gustava Friedricha von Hetscha autorstwa C. W. Eckersberga, 1825

Gustav Friedrich von Hetsch (ur. 29 września 1788 w Stuttgarcie, zm. 7 września 1864 w Kopenhadze) – duński architekt i malarz pochodzenia niemieckiego.

## Edukacja
Hetsch opuścił rodzinny Stuttgart, by studiować matematykę na uniwersytecie w Tybindze, jednak już po dwóch semestrach zmienił kierunek studiów i przeniósł się na architekturę w Etzel.
W 1808 r. pojechał za ojcem, Philippem Friedrichem, do Paryża, gdzie po roku rozpoczął studia w École des Beaux-Arts jako uczeń Charlesa Perciera i później Louis-Hippolyte’a Lebasa. Dzięki wsparciu swojego nauczyciela, Hetsch został współpracownikiem Jean-Baptiste’a Rondelta. Z powodu sytuacji politycznej Hetsch musiał w 1812 r. wrócić do Stuttagrtu, gdzie uzyskał tytuł architekta.
Trwające wojny zmniejszyły zapotrzebowanie na projekty architektoniczne, stąd Hetsch wyruszył w podróż do Rzymu. Poznał tam duńskiego architekta Pedera Mallinga oraz malarzy krajobrazu – Johana Fredrika Eckersberga i Bertela Thorvaldsena. W październiku 1815 r. Hetsch postanowił towarzyszyć Mallingowi w podróży do Kopenhagi.

## Kariera
Już w 1816 r. Hetsch otrzymał posadę docenta w Szkole Ornamentyki, gdzie nauczał przyszłych architektów. W 1822 r. zostało mu przyznane obywatelstwo duńskie i dwa lata później Hetsch został mianowany na stanowisko profesora w Duńskiej Królewskiej Akademii Sztuk. Był tam odpowiedzialny za prace przy budowie Nowej Synagogi, kilku budynków dla kopenhaskiego Uniwersytetu i budowę katedry św. Ansgara.
Wraz z Christianem Frederikiem Hansenem zaprojektował nowy wystój wnętrz w zamku Christiansborg, za co w 1828 r. otrzymał kierownictwo nad Królewską Fabryką Porcelany.
W latach 1829–1830 odbył podróże do Niemiec, Francji i Włoch.